# Stazione di Villaco Centrale
La stazione di Villaco Centrale (in tedesco Villach Hbf) è la principale stazione ferroviaria della città austriaca di Villaco.